# Piedrahíta
Piedrahíta è un comune spagnolo di 2 127 abitanti situato nella comunità autonoma di Castiglia e León.

## Monumenti e luoghi d'interesse
La città ha un nucleo storico che si articola intorno alla piazza principale, dotata di portici. Le mura che lo circondano hanno caratterizzato la forma circolare e radiale del centro storico, con una trama viaria tipicamente medievale della quale di conservano interessanti esempi di architettura popolare, palazzi e dimore signorili. Vi si trovano quattro fontane del XIX secolo. Il 10 gennaio del 2008 è stato dichiarato Bene d'interesse culturale, categoria Complesso storico, dal governo della comunità autonoma di Castiglia e León.
- Chiesa dell'Assunta
La chiesa risale al XIII secolo, quando fu edificata su un castello donato dalla regina Berenguela di Castiglia e a causa delle numerose, successive manipolazioni, particolarmente nei secoli XVI e XVII, riunisce in sé più stili. È composta da tre navate separate da archi a sesto acuto su pilastri di media altezza ma molto grandi. Il frontespizio conserva il finestrone gotico originale. Alcuni elementi, come la torre campanaria, sono merlati. Il portale d'ingresso è protetto da un porticato della seconda metà del secolo XVI e dello stesso periodo è il chiostro.
All'interno ospita il Museo di Arte Sacra, ove si possono ammirare pezzi unici come il sepolcro dei García de Vargas, il pulpito in legno intagliato del XV secolo, la grata e gli stalli del coro abbassato, così come numerose opere di oreficeria che originano dal secolo XVI al XIX.
Contiene inoltre uno splendido retablo di stili diversi e, dietro l'altare maggiore, un prezioso murale del XV secolo attribuito a Juan Rodríguez de Toledo,[2] discepolo del maestro italiano Gherardo Starnina.
Vi sono poi altri retabli barocchi realizzati nei secoli XVII e XVIII. Così nella cappella dottor Juan Jímenez Méndez fu eretto nel 1628 da Antonio González Ramiro.
Il retablo maggiore risale alla fine del medesimo secolo, al 1692. Fu costruito dal salmantino Manuel de Saldaña e da Antonio de Nao, altro artista della valle del Corneja.
Il retablo di Sant'Andrea, nella cappella dei Tamayos, dovrebbe risalire al 1721 o 1722.

- Piazza principale
Piazza vicina alla muratura medievale, di forma poligonale; circondata da portici di diverse epoche e stili, alcuni architravati e altri con diversi tipi di arco, scanditi da colonne in pietra. La sua parte centrale è occupata da una superba fontana scolpita in granito e realizzata nel 1727. La piazza è delineata da un ampio gruppo di alberi, alcuni dei quali centenari.
La piazza è stata scenario per pubblici spettacoli: tornei, giochi, autodafé, processioni, rappresentazioni teatrali, corride e mercato settimanale che si tiene tutti i martedì.
Nella piazza ha sede il municipio.
- Palazzo dei duchi d'Alba
È l'edificio più noto e visitato. Opera dell'architetto francese Jacques Marquet, fu fatto erigere tra il 1755 e il 1766 dal XII duca d'Alba, Fernando de Silva y Alvarez de Toledo al posto di un antico castello. Si tratta di un fabbricato in stile barocco francese, con pianta a forma di U, mansardato. Nella parte posteriore si trova un giardino che, secondo la tradizione, si trova rappresentato in alcuni quadri del Goya, come ad esempio ne La vendemmia.

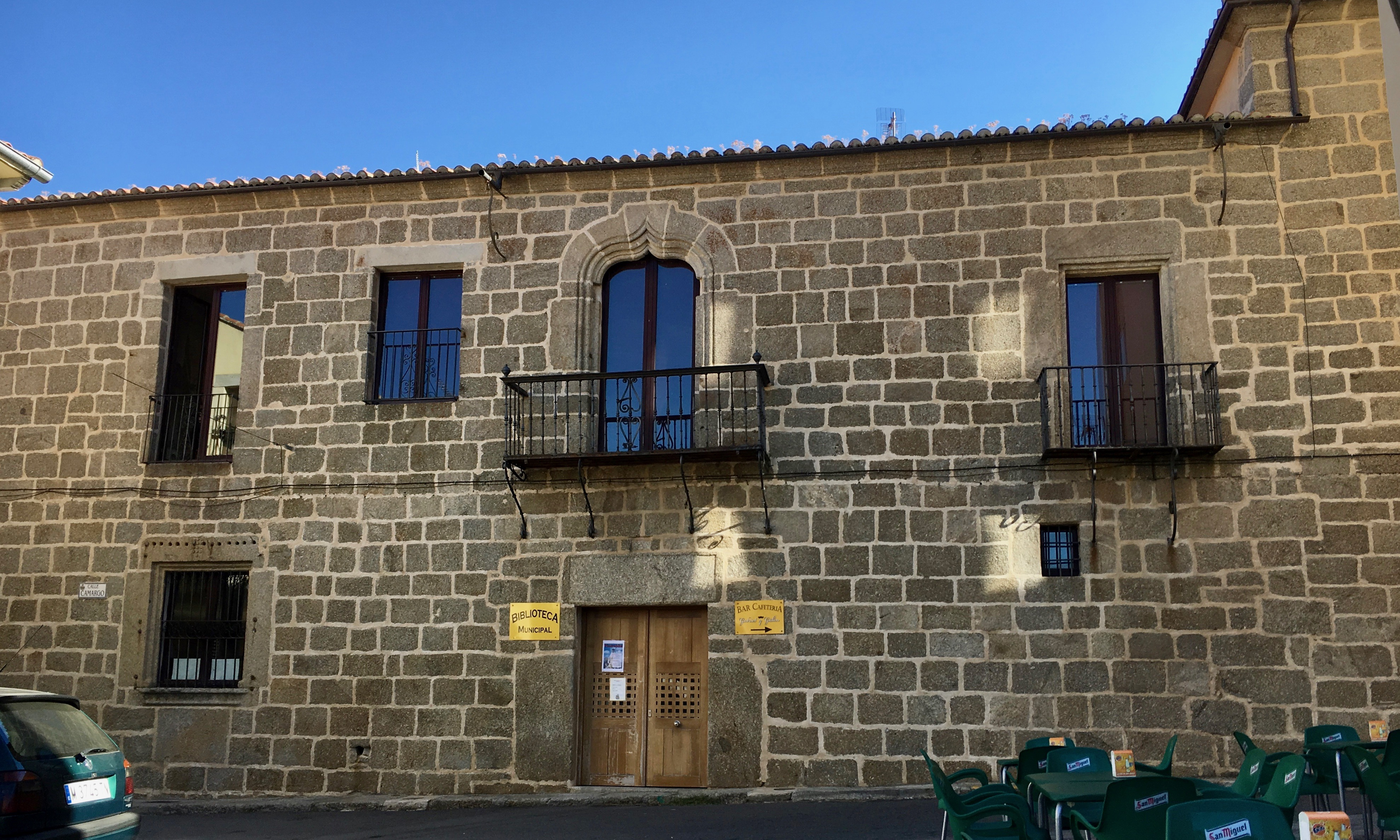
Facciata principale della Casa de Gabriel y Galán

- Convento delle Carmelitane
L'antico convento delle Carmelitane risale alla fine del XV secolo e fu fondato da María de Vargas y Acebedo; ha un grande portale contornato da un alfiz con lo stemma dei duchi d'Alba. L'interno è molto ristrutturato con l'eccezione di una particolare cappella coperta da una crociera, ov'è esposta in un retablo una tela rappresentante la Vergine del Carmelo[3] della seconda metà del secolo XVII. La chiesa ha alcuni elementi di stile gotico, e il retablo dell'altare maggiore è in stile barocco dei primi decenni del XVIII secolo.
Nel convento vi è una tela dal titolo  El Granadino, opera del pittore Alonso Cano.
- Casa de Gabriel y Galán
Complesso architettonico di due edifici uniti da un patio comune. La tipologia della parte più antica è quella del maniero, con pianta a forma di U, la facciata principale i conci irregolari, con aperture architravate, salvo quella del balcone, provvisto di arco inflesso. Il 29 maggio 1981 è stato dichiarato Monumento storico-artistico, risoluzione pubblicata nel Boletín Oficial del Estado il 27 agosto dello stesso anno.[4] Dall'inizio del 2010 ospita, tra l'altro, una biblioteca, un'emeroteca e un archivio municipale. Deve il suo nome al fatto che il poeta spagnolo José Maria Gabriel y Galán vi abitò per un certo tempo.